# Albert II van Vermandois
Albert II van Vermandois (circa 985 - 1015/1017) was van eind 10e eeuw-begin 11e eeuw tot 1010 graaf van Vermandois. Hij behoorde tot het karolingische huis der Herbertijnen.

## Levensloop
Albert II was de oudste zoon van graaf Herbert III van Vermandois uit diens huwelijk met Ermengarde.
Na de dood van zijn vader tussen 993 en 1002 trad hij aan als graaf van Vermandois. Op 15 juli 1010 abdiceerde hij, waarna Albert zich terugtrok in een klooster. Aangezien hij ongehuwd en kinderloos was gebleven, werd hij opgevolgd door zijn broer Otto.